# Montecatini Terme
Montecatini Terme là một đô thị (comune) nằm ở tỉnh Pistoia, Toscana, miền trung nước Ý. Nó là trung tâm quan trọng nhất ở thung lũng sông Nievole (Valdinievole). Thị trấn có khoảng 20.000 cư dân nằm ở cuối phía đông của đồng bằng Piana di Lucca và có thế mạnh về du lịch, cũng như các ngành công nghiệp, thương mại liên quan đến spa.
Vào năm 2021, thị trấn trở thành một phần của Di sản thế giới xuyên quốc gia được UNESCO công nhận với tên gọi "Các thị trấn Spa lớn của châu Âu" vì có suối khoáng nổi tiếng và kiến trúc của nó là ví dụ điển hình của các khu nghỉ dưỡng spa ở Châu Âu trong suốt thế kỷ 18 đến 20.

## Lịch sử
Sự hiện diện của con người trong khu vực Montecatini đã rất lâu đời. Có thể từ thời đại đồ đá cũ, khu vực này đã được những người thợ săn lưu động thường xuyên lui tới, nhưng chỉ từ thời đại đồ đá mới thì mới có bằng chứng về nhiều khu định cư, đặc biệt là trên các ngọn đồi của Valdinievole. Các ghi chép về các suối nước nóng trong khu vực có niên đại ít nhất là từ thời kỳ của người La Mã.

### Trung Cổ đến Medici
Montecatini Castello, Montecatini Alto ngày nay, được ghi lại vào thời Trung Cổ. Trong khu định cư đã có một spa, nhờ nguồn nước muối của thành phố, sau này cũng chảy xuống đồng bằng thấp. Bằng chứng cho điều này có trong một tài liệu từ năm 1340 đề cập đến việc khai thác muối từ nước. Cũng có bằng chứng trong một bức thư do thương gia Francesco di Marco Datini gửi, trong đó ông yêu cầu bác sĩ của mình nguồn nước chữa bệnh từ các nhà tắm ở Montecatini. Các bằng chứng khác đến từ bác sĩ nổi tiếng Ugolino của Montecatini, người đã kiểm tra nguồn nước một cách khoa học lần đầu tiên. Ông cũng nói việc có ba phòng tắm ở Montecatini; Bagno Della Regina, Bagno dei Merli và Bagno Nuovo. Ngày nay Bagno Nuovo được gọi là Tettuccio.
Điều kiện của thị trấn trong thời Trung Cổ rất khó khăn, khi chịu ảnh hưởng từ dịch bệnh, bệnh hủ bại và chiến tranh. Các trận chiến cục bộ giữa Firenze, Pisa và Lucca, khiến người dân thị trấn phải tìm nơi ẩn náu trên những ngọn đồi xung quanh, vì đây là nơi liên tục diễn ra các cuộc đụng độ. Montecatini chủ yếu được tạo thành từ padule (đầm lầy). Livy xác nhận điều này khi ông mô tả cách Hannibal của Carthage đi ngang qua đầm lầy Fucecchio trong cuộc hành quân về phía nam.
Từ thế kỷ thứ 10 cho đến năm 1270 dưới thời Cộng hòa Lucca, các nỗ lực đã được thực hiện để giành lại lãnh thổ, nơi bị ảnh hưởng bởi dịch sốt rét. Tuy nhiên, điều đó dã không thành công và dẫn đến các vũng nước được hình thành, nơi nước bị ứ đọng. Trong những vùng nước bùn này, có rất nhiều những người đã chết trong trận Montecatini năm 1315. Người ta cho rằng nhà thơ Dante Alighieri đã tham gia vào trận chiến này. Năm 1328, Medici lên nắm quyền và những mớ hỗn độn đã được tháo gỡ khi công việc khai hoang đã được khôi phục.

### Medici đến Habsburg-Lorraine
Vào năm 1339, Valdinievole đã bị chinh phục bởi quân đội Firenze do gia tộc Medici dẫn đầu, nhưng điều này không mang lại lợi ích nhanh chóng cho các nhà tắm hơi và thành phố Montecatini. Cosimo Medici là người đầu tiên cho xây dựng một cây cầu-đập để băng qua vùng nước bùn trong khu vực. Sáng kiến này đã mang lại những cải thiện lớn về kinh tế, nhưng nó lại gây bất lợi cho cư dân của Valdinievole. Năm 1447, Firenze đã chấp thuận việc khôi phục các tòa nhà của nhà tắm. Vì vị trí của nó, Montecatini thường là một chiến trường. Trên thực tế, vào năm 1554, nó là trung tâm của cuộc đụng độ giữa hoàng đế Karl V liên minh với Cosimo I và dân quân Siena với quân đội Pháp dưới sự chỉ huy của Piero Strozzi, đóng quân trong lâu đài Montecatini. Kết quả là, Cosimo đã phải tháo dỡ lâu đài.
Năm 1529, chủ sở hữu của nhà tắm ở Montecatini gặp vấn đề tài chính vì vậy đã dâng nó cho Cosimo, người sau đó trở thành Công tước vào năm 1532, và Đại công tước vào năm 1569, nhờ sự đề cử với Giáo hoàng Piô V. Kể từ khi phu nhân của Cosimo I là Eleonora của Toledo thường xuyên sử dụng các nguồn nước của Montecatini, Cosimo đã yêu cầu hạch toán lợi nhuận của nhà tắm sẽ do bộ hạ của họ nhưng đã không được chấp thuận. Năm 1538, đề nghị được thực hiện một lần nữa bởi Francesco I, con trai của Cosimo. Tuy nhiên, ông phải cấp quyền sử dụng nhà tắm cho các công dân của Montecatini. Trong khoảng thời gian đó, dân số và nền kinh tế của Valdinievole đã tăng lên đáng kể. Tuy nhiên, từ năm 1500 đến năm 1756, dịch bệnh lặp đi lặp lại do ngập lụt, bởi cây cầu ở Cappiano bị sập.
Trong thời gian nhiếp chính, Medici thu lợi từ việc cho thuê trang trại và đánh bắt cá. Kết quả là đã có các vụ kiện để bảo vệ cư dân trong khu vực và cho phép họ bỏ tiền cải tạo đất đai sẽ thu hồi lại được.

### Nhà Habsburg-Lorraine: Những người thành lập
Franz I và Maria Theresia đến Firenze năm 1739 và ở đó trong ba tháng. Sau đó, họ giao chính quyền cho một Hội đồng Nhiếp chính hoạt động cho đến năm 1765. Chính quyền đã cố gắng giải quyết kịp thời vấn đề giành lại các đầm lầy, nhưng mọi việc khó khăn hơn dự kiến. Trong những năm đó, dịch bệnh, bệnh sốt rét và nạn đói lại xuất hiện. Để giải quyết vấn đề này, cần phải giải khơi thông các con suối đang bị ứ đọng nước trong thung lũng Valdinievole và tiếp thêm nguồn lực cho nông nghiệp và chăn nuôi gia súc phát triển. Năm 1765, với cái chết của Franz I, Pietro Leopoldo đảm nhận danh hiệu Đại công tước Toscana,vì mẹ của ông là Maria Teresa đã chuẩn bị chu đáo cho ông trách nhiệm trị vì sau này. Thật không may khi ông chỉ là con thứ nên ông chỉ được thừa kế ngai vàng ở Viên trong hai năm cuối đời (1790-92). Năm 1765, ông đến Toscana và ngay lập tức chứng tỏ mình với những sự đổi mới. Ông đã cải cách quản lý từ Palazzo Pitti hướng tới một chính phủ tiến bộ hơn nhiều so với những người tiền nhiệm. Ông cũng là người có sáng kiến trong việc quản lý kinh tế, quản lý công, y tế và khoa học. Ông cũng đã nhiều lần đến Montecatini để tìm hiểu trực tiếp các vấn đề của Valdinievole và kết quả là câu chuyện về những nhà tắm với Đại công tước Leopold của Toscana được bắt đầu. Đại công tước đến Montecatini vào năm 1772 và ra lệnh phá bỏ các âu thuyền và đập nước. Việc phân luồng nước khoáng nhiệt và phục hồi thành phố bắt đầu. Pietro Leopoldo nhiều lần trở lại Montecatini để kiểm tra tình trạng công trình. Ngày 1 tháng 3 năm 1790, ông từ Firenze quay trở về Viên khi người anh trai Josef qua đời.

### Thế kỷ 20
Vào ngày 16 tháng 6 năm 1905, Montecatini Alto và Bagni di Montecatini trở thành các thực thể thành phố tự trị. Vào ngày 28 tháng 10 năm 1928, tên Bagni di Montecatini được đổi thành Montecatini Terme. Năm 1928, đô thị Montecatini cùng với tất cả các đô thị khác của Valdinievole được chuyển từ tỉnh Lucca sang tỉnh Pistoia mới thành lập.
Từ năm 1904 đến năm 1915, các nhà tắm Torretta và Excelsior ra đời. Giovannozzi đã khôi phục lại các nhà tắm Leopoldine và Tettuccio từ năm 1919 đến năm 1928. Mussolini cũng đã từng đến đây để xem ngân sách mà Nhà nước cấp cho việc trùng tu chúng đã được sử dụng như thế nào và giao quyền quản lý cho Schweiger.
Vào năm 1970, các nhà tắm vẫn mở cửa quanh năm, nhưng kể từ thời điểm đó đã có một sự suy giảm rõ rệt cho đến ngày nay, khi trào lưu đến spa rõ ràng đã giảm. Những nỗ lực để bắt đầu lại các phòng tắm vào những năm 1990 và thành phố đã thành công trong việc này vào năm 2000

## Di tích và địa điểm tham quan
Có 11 suối nước nóng trong khu vực xung quanh Montecatini Terme, với nhiệt độ dao động từ 24 đến 33,4 độ C. Trong số đó có 6 con suối đã được sử dụng để chữa bệnh. Tất cả các suối này đều từ cùng một nguồn ở độ sâu khoảng 60-80 mét dưới mặt đất. Chúng có chứa các khoáng chất tiếp xúc với các tầng đá chứa canxi, đá travertine, đá jasper và đá vôi trong kỷ Trias.

### Các spa

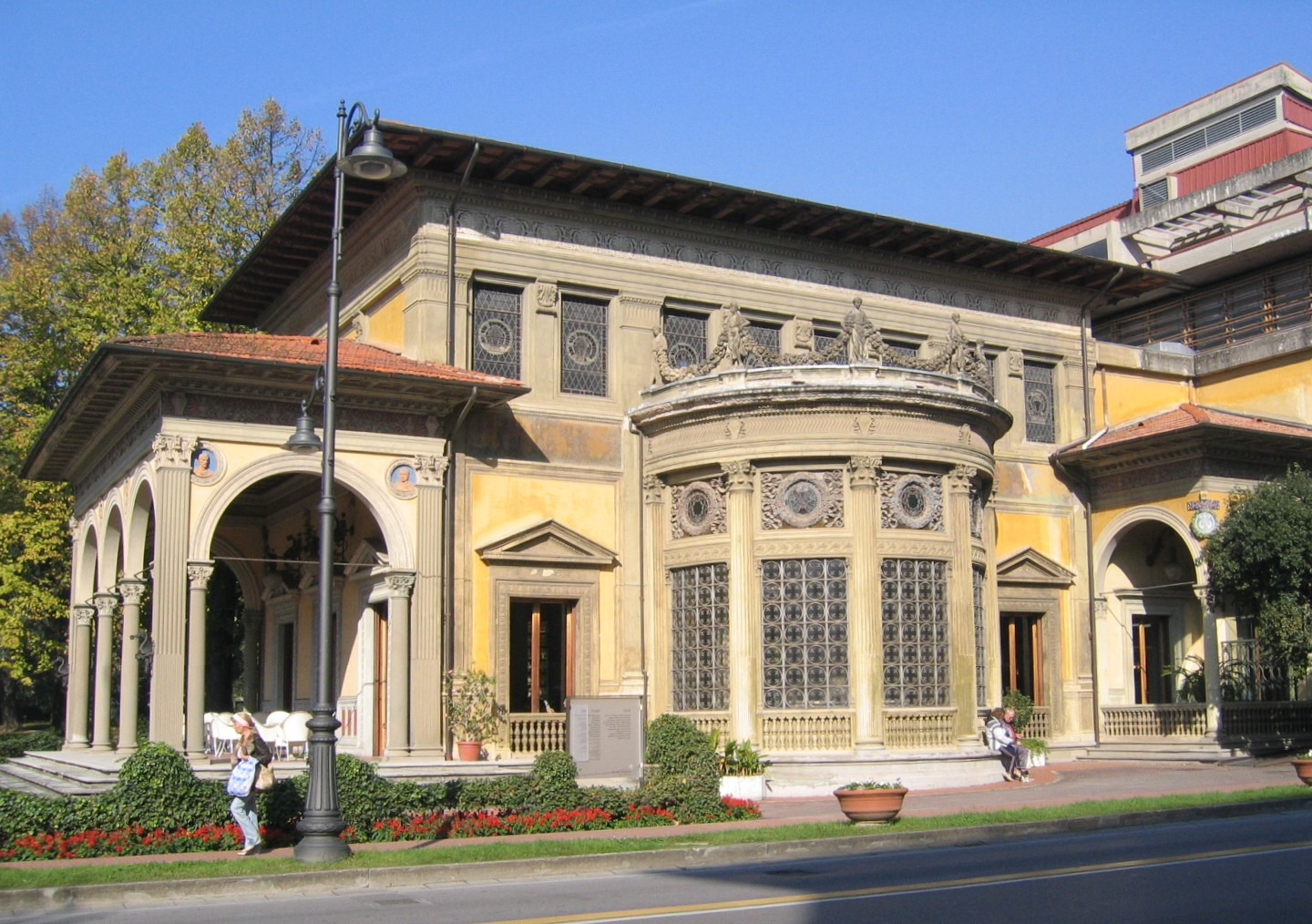
Terme Excelsior

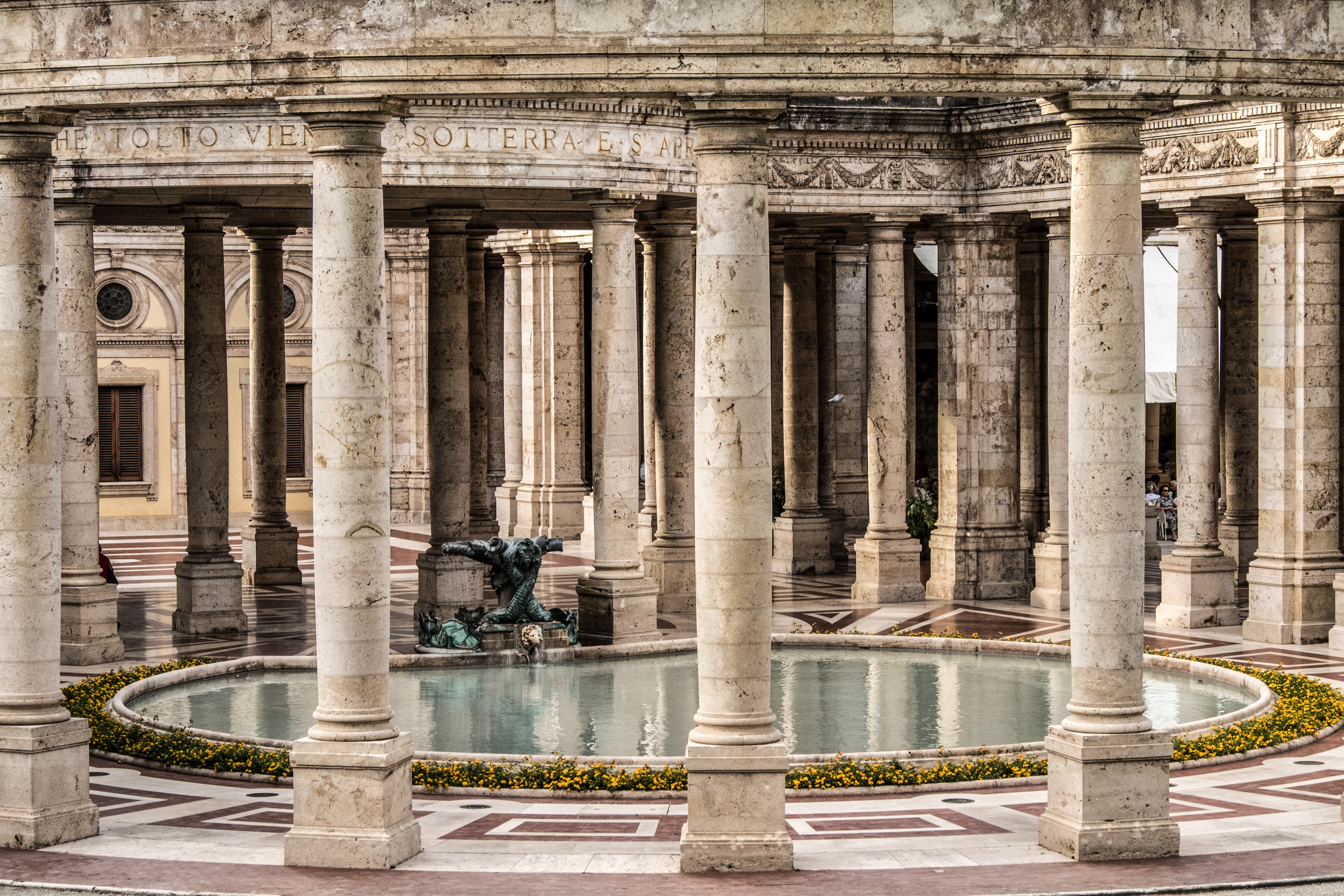
Terme Tettuccio

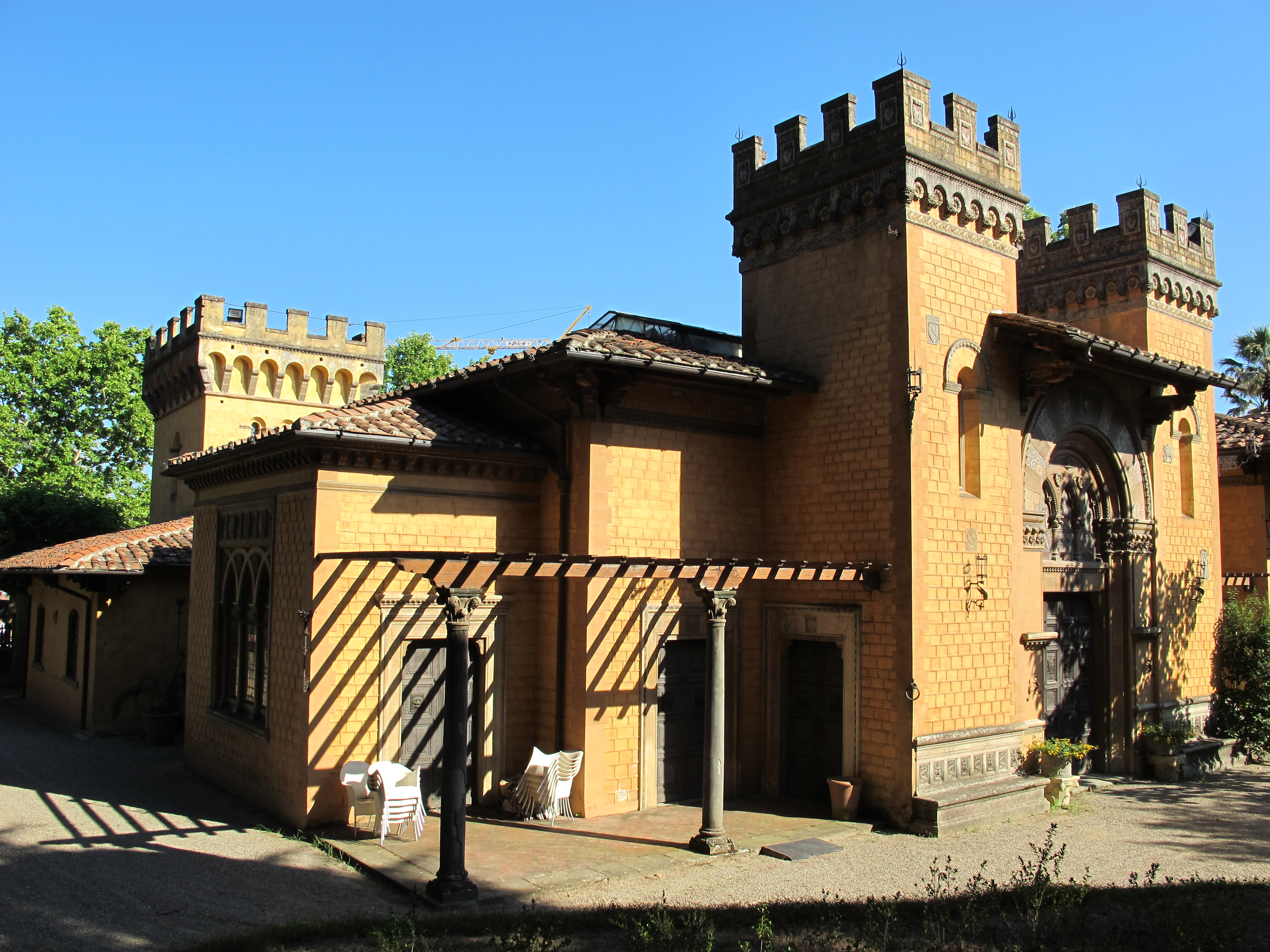
Terme Tamerici

- Terme Excelsior (1968): Tòa nhà đầu tiên, dành riêng để tổ chức thành một sòng bạc được thiết kế bởi Giulio Bernardini và được khánh thành vào ngày 27 tháng 6 năm 1907. Năm 1968, cấu trúc đầu tiên này bị phá bỏ và xây dựng lại theo thiết kế của Sergio Brusa Pasquè. Kiến trúc điển hình của hành lang ngoài lấy cảm hứng từ thời kỳ Phục Hưng ở Firenze.
- Terme La Fortuna (những năm 1910): Suối La Fortuna được phát hiện vào năm 1853. Năm 1912, tòa nhà bao gồm một cấu trúc hình chữ nhật và một tầng hầm. Khu phức hợp nằm trong một khu vườn cảnh quan.
- Terme La Salute (1929): Được phát hiện vào năm 1860 trong một mỏ đá travertine, nó được xây dựng lại từ năm 1922 đến năm 1929 trên một khu đất rộng 7250 mét vuông.
- Terme Nuove Redi (2009): Ra đời năm 1920 và được xây dựng lại hoàn toàn vào năm 1964. Năm 2009, nó được cải tạo lại nhờ dự án của kiến trúc sư Oreste Ruggiero.
- Terme Regina (1927): Nằm bên trong công viên Tettuccio và được thành lập vào năm 1773. Khu phức hợp hiện tại được xây dựng từ năm 1923 đến năm 1927 theo phong cách Tân Phục Hưng theo thiết kế của Ugo Giovannozzi.
- Terme Rinfresco (1927): Hiện đã đóng cửa, ban đầu được thiết kế vào năm 1795. Tòa nhà được xây dựng lại vào năm 1927 theo thiết kế của Ugo Giovannozzi.
- Terme Tamerici (1911): Nằm ở trung tâm của công viên spa và được đặc trưng bởi bốn tòa nhà riêng biệt. Suối nhiệt của nó được phát hiện vào năm 1843 và các tòa nhà tạo nên nó đã bị phá bỏ một phần vào năm 1909 để được xây dựng lại vào năm 1911.
- Terme Tettuccio (1928): Khu phức hợp đầu tiên được thiết kế bởi Gaspare Maria Paoletti từ năm 1779 đến năm 1781. Năm 1929 nó được quy hoạch lại với cảm hứng từ cuối thời kỳ Phục Hưng.
- Terme Leopoldine (1926): Được đặt theo tên của Đại Công tước Leopoldo II của Habsburg-Lorraine, được khởi xướng vào năm 1775. Khu phức hợp hiện tại bắt nguồn từ việc trùng tu được thực hiện từ năm 1919 đến năm 1926. Hiện nó đã bị đóng cửa.
- Terme Torretta (1928): Lấy tên từ con sông Toretta chảy qua đó. Được xây dựng sau năm 1829 bởi Bá tước Baldino Baldini, các tòa nhà đã trải qua một đợt trùng tu quan trọng từ năm 1925 đến năm 1928.

### Di tích tôn giáo
- Nhà thờ Santa Maria Assunta (1962): Quyết định xây dựng được đưa ra vào năm 1824 và một nhà thờ Tân cổ điển năm 1933 được xây dựng bởi Luigi de Cambray Digny nhưng sau đó đã bị phá hủy. Công trình hiện tại được xây dựng từ 1953 đến 1958. Nhà thờ được Giáo hoàng Gioan Phaolô II sắc phong là tiểu vương cung thánh đường vào năm 1988.
- Nhà thờ Thánh Jacopo và Filippo (Certaldo) (1764): Nó gần như được xây dựng lại hoàn toàn vào năm 1764 theo phong cách Baroque bên trên một tòa nhà Romanesque. Nó có một mặt tiền lợp mái yên ngựa.
- Nhà thờ Thánh Phêrô (thế kỷ 17): Ban đầu là nhà thờ của lâu đài Montecatini. Nó đã trở thành một nhà thờ giáo xứ vào thế kỷ 12, khi dinh thự được xây dựng lại hoàn toàn. Mặt tiền hiện tại, thay thế cho một tòa tháp lớn thời Trung Cổ, tạo thành phần cuối của đỉnh nhà thờ Romanesque và được chuyển thành hình dáng như hiện tại vào thế kỷ 17. Nội thất các công trình quan trọng vẫn được bảo tồn.
- Tu viện và Nhà thờ Santa Maria a Ripa (thế kỷ 16): Tòa nhà tu viện được đặc trưng bởi phong cách giản dị của nó. Có thể lên nhà thờ qua một cầu thang đá có thể có từ thời kỳ Romanesque, cũng như mặt tiền với mái hình yên ngựa. Bên trong có một gian giữa duy nhất với trần nhà hình vòm cùng các bức bích họa thế kỷ 18.

### Công trình khác

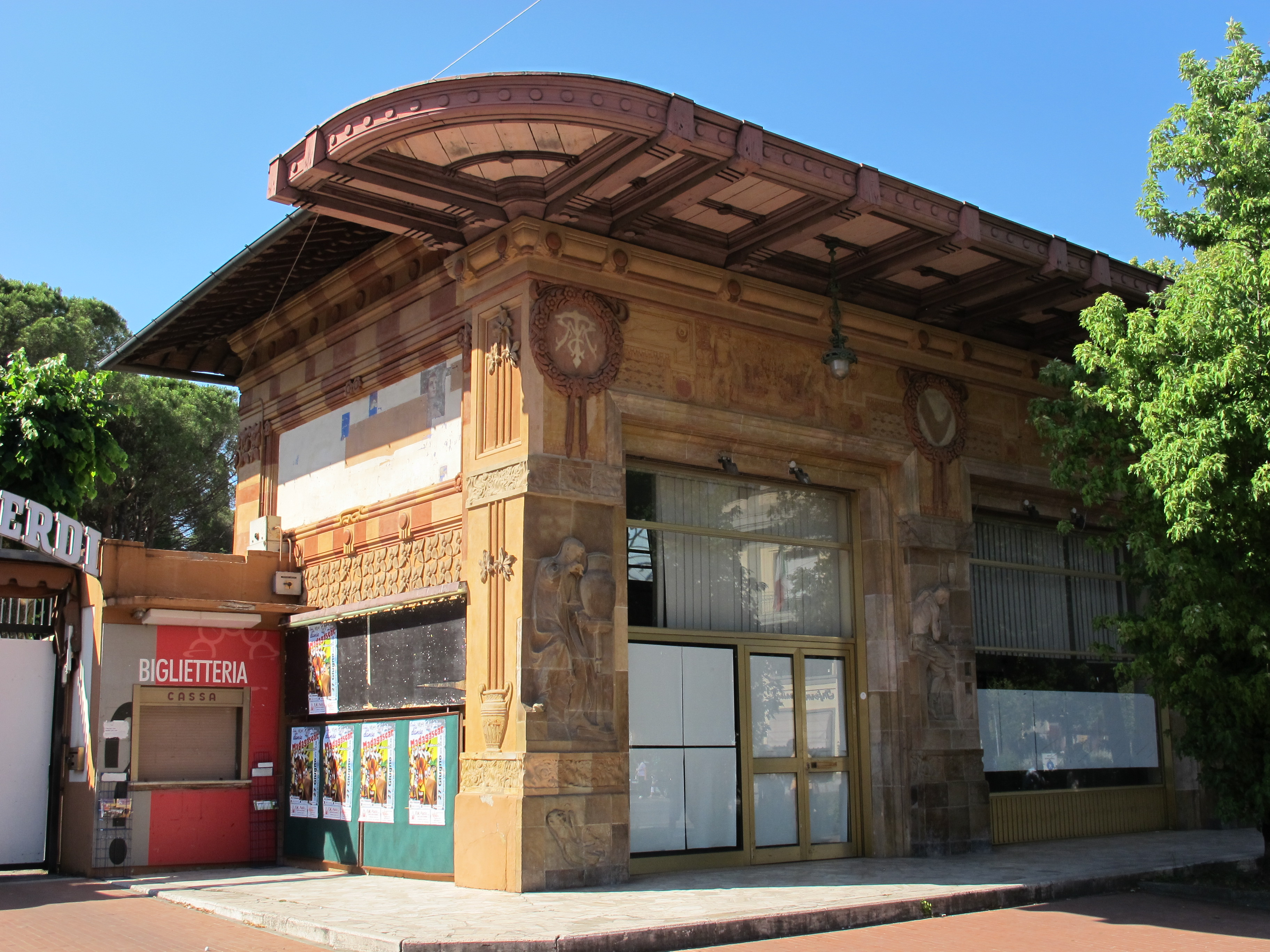
Padiglioncino Tamerici

- Villa Forini Lippi (thế kỷ 17) đã tồn tại vào những năm 1700. Khu phức hợp hiện tại là kết quả của sự tập hợp các công trình kiến trúc nông thôn. Mặt tiền được đặc trưng bởi một cầu thang tuyệt đẹp với một đường dốc bằng đá nối với một hành lang trang nhã với ba mái vòm được hỗ trợ bởi các hàng rào. Xung quanh dinh thự là một công viên rộng gần 2 hecta, biệt thự hiện là nơi đặt thư viện thành phố.
- Palazzo Comunale (1914): Bên trong là phong phú các đồ trang trí bằng thạch cao. Hội trường bên trong rất thú vị vì chiều cao gấp đôi và ban công có mái che chia không gian thành hai thức cột Corinth chồng lên nhau.
- Padiglioncino Tamerici (1902) được xây dựng "để làm kho chứa và bán muối Tameric". Nó mang kiến trúc Tân nghệ thuật trang trọng và thiết kế hoa lá của nó là một ngoại lệ trong phong cách kiến trúc của thị trấn. Công trình này cũng rất phong phú về các bức phù điêu lấy cảm hứng từ việc sản xuất gốm sứ và đại diện cho các nghệ sĩ, thợ gốm, người trang trí và người điều hành lò nung.
- Nhà ga xe lửa (1937) thực sự đã hoạt động từ năm 1853. Tòa nhà hiện tại được khánh thành vào ngày 4 tháng 8 năm 1937 bởi với sự phổ biến ngày càng tăng của các spa, nên cần thiết phải xây dựng một nhà ga lớn hơn. Dự án được thiết kế bởi kiến trúc sư Angiolo Mazzoni.
- Nhà hát Verdi (1829): Được thiết kế từ năm 1828 đến 1829 bởi kiến trúc sư Lodovico Fortini như một nhà hát ngoài trời lớn trong công viên giải trí. Nó được khánh thành vào năm 1930 và được tân trang lại vào năm 1981.

## Quan hệ quốc tế
Thị trấn kết nghĩa với:
- Harrogate, Vương quốc Anh
- Concepción, Paraguay
- Locarno, Thuỵ Sĩ